# 43793 Маккей
43793 Маккей (43793 Mackey) — астероїд головного поясу, відкритий 13 листопада 1990 року.
Тіссеранів параметр щодо Юпітера — 3,403.